# Cmentarz wojenny w Barkach
Cmentarz wojenny w Barkach – cmentarz z I wojny światowej znajdujący się we wsi Barki w województwie lubelskim, w powiecie łęczyńskim, w gminie Cyców.
Cmentarz na planie prostokąta, otoczony siatką. Składa się z 14 mogił zbiorowych i 33 pojedynczych.
Na cmentarzu pochowano poległych w sierpniu 1915:
- 43 (z czego 38 znanych z nazwiska) żołnierzy armii niemieckiej w 33 pojedynczych i 3 zbiorowych mogiłach, m.in. z 
  - 45, 63, 145 i 146 Pułku Piechoty
  - 201, 203, 204, 205, 207, 208 Rezerwowego Pułku Piechoty
- 29 nieznanych żołnierzy armii rosyjskiej w 11 zbiorowych mogiłach